# Mamisoa Razafindrakoto
Mamisoa Razafindrakoto est un footballeur malgache né le 13 août 1974 à Antananarivo. Il évolue au poste de défenseur central et est international malgache depuis 1998. Il détient le record de sélections en équipe nationale malgache soit 75 sélections. À la suite du match du 31 octobre 2002 opposant le Stade Olympique de l'Emyrne à l'AS Adema, il est suspendu et interdit de stade jusqu'à la fin de la saison.

## Carrière
- 1994-1999 : FC Jirama Antsirabe  Madagascar
- 2000-2002 : Stade Olympique de l'Emyrne  Madagascar
- 2003-2006 : USCA Foot  Madagascar
- 2007-2009 : Japan Actuel's FC  Madagascar

## Palmarès
- Médaillé de bronze aux Jeux de la francophonie 1997
- Médaillé d'or aux Jeux des Iles de l'océan Indien 1998
- Champion de Madagascar en 2001, 2005
- Vainqueur de la Coupe de Madagascar en 2005
- Médaillé d'argent Jeux des Îles de l'océan Indien 2007
- Demi-finaliste de la COSAFA Cup Senior 2008